# Destiny (album The Jacksons)
Destiny – trzeci album The Jacksons wydany w grudniu 1978 (zob. 1978 w muzyce) przez Epic Records.

## Lista utworów
1. „Blame It on the Boogie” (Mick Jackson/David Jackson/E. Krohn) – 3:36
2. „Push Me Away” – 4:19
3. „Things I Do For You” – 4:05
4. „Shake Your Body (Down to the Ground)” (Michael Jackson/Randy Jackson) – 8:00
5. „Destiny” – 4:55
6. „Bless His Soul” – 4:57
7. „All Night Dancin'” (Michael Jackson/Randy Jackson) – 6:11
8. „That’s What You Get (For Being Polite)” (Michael Jackson/Randy Jackson) – 4:57
9. „Blame It on the Boogie” (John Luongo Disco Mix)* – 6:59 (dostępny na specjalnej edycji wydanej w 2008 roku)
10. „Shake Your Body (Down to the Ground)” (John Luongo Disco Mix) – 8:38 (dostępny na specjalnej edycji wydanej w 2008 roku)